# Esmeralda Pimentel
María Esmeralda Pimentel (Bronx, Nova York, 8 de setembre de 1989), coneguda professionalment com Esmeralda Pimentel, és una actriu i model estatunidenca.

## Primers anys
María Esmeralda Pimentel va néixer el 8 de setembre de 1989 en El Bronx, Nova York, filla de pare dominicà nascut a La Vega, i mare mexicana nascuda a Jalisco, i va créixer a Ciudad Guzmán, Jalisco. Malgrat el seu origen estranger, va concursar a Nuestra Belleza México, quedant en tercer lloc i representant a Zapotlán. Als 19 anys, va començar fent aparicions en comercials per televisió i com a model de marques de roba de Mèxic.

## Carrera
El 2007 va participar a Nuestra Belleza Jalisco representant a Zapotlán del que va resultar primera finalista a l'edat de 18 anys. El 6 d'octubre de 2007, participa al costat de la guanyadora Lupita González a Nuestra Belleza México 2007, ambdues representant a l'estat de Jalisco, al final de la gala va obtenir el títol de segona finalista, sent la guanyadora Elisa Nájera.
Després de concursar a Nuestra Belleza México, decideix ingressar al Centro de Educación Artística de Televisa (CEA), per formar-se com a actriu.
L'oportunitat de ser actriu arriba en 2009 quan el productor Pedro Damián li dona un petit paper en la telenovel·la Verano de amor, on interpreta a Ada.
Després de tres anys de recés, torna el 2012 a la telenovel·la Abismo de pasión, producció d'Angelli Nesma, on té una participació menor i posterior a major compartint crèdits al costat d'Angelique Boyer i David Zepeda i on es dona a conèixer com a actriu debutant. Aquesta telenovel·la li va valer un Premi Bravo a millor actriu debutant.
Aquest mateix any, els productors Roberto Gómez Fernández i Giselle González li donen l'oportunitat de participar com a antagonista en Cachito de cielo, on actua al costat de Maite Perroni, Pedro Fernández i Jorge Poza.
Un any més tard, rep el paper antagònic principal aDe que te quiero, te quiero produïda per Lucero Suárez com a antagonista compartint crèdits al costat de Livia Brito i Juan Diego Covarrubias.
El 2014 va rebre el seu primer paper protagonista a El color de la pasión, produïda per Roberto Gómez Fernández, compartint crèdits al costat d'Ariadne Díaz, Erick Elías i Claudia Ramírez.
El 2015 obté el seu segpn paper protagonista a La vecina, al costat de Juan Diego Covarrubias, Javier Jattin i Natalia Guerrero, una altra producció de Lucero Suárez.
El 2017, és novament elegida per la productora Lucero Suárez per protagonitzar Enamorándome de Ramón (adaptació de la telenovel·la veneçolana Tomasa Tequiero), on comparteix crèdits amb José Ron.

## Vida personal i imatge pública
Esmeralda Pimentel, a més de la seva carrera d'actriu, ha exercit una labor filantròpica, sent portaveu de les companyies sense ànim de lucre, Hábitat México i la seva subdivisió «Brigada Rosa», l'objectiu principal del qual és unir a persones de diversos sectors de la societat per a cridar l'atenció sobre el problema que representa no comptar amb un habitatge adequat enfocat a famílies encapçalades per dones cap de llar i convidar a tots a ser part d'accions que puguin canviar aquesta situació i trencar el cicle de la pobresa. Així com també fa part d'Organització Caritas, que fa costat a nens i adults amb malalties crònico-degeneratives a través d'inputs per al seu tractament mèdic o transfusions sanguínies.

## Filmografia

### Telenovel·les
| Any       | Telenovel·la                | Personatge                                      |
| --------- | --------------------------- | ----------------------------------------------- |
| 2009      | Verano de amor              | Adalberta "Ada" Claveria                        |
| 2012      | Cachito de cielo            | Mara Magaña                                     |
| 2012      | Abismo de pasión            | Kenia Jasso Navarro                             |
| 2013-2014 | De que te quiero, te quiero | Diana Mendoza Grajales de Cáceres               |
| 2014      | El color de la pasión       | Lucía Gaxiola Murillo                           |
| 2015-2016 | La vecina                   | Sara Granados Esparza                           |
| 2017      | Enamorándome de Ramón       | Fabiola Medina Fernández                        |
| 2018      | La bella y las bestias      | Isabela León / Carolina Gutiérrez / Atenea Rose |
| 2020      | El candidato                | Verónica de Velasco Rivera                      |
| 2021      | La templanza                | Mariana Larrea                                  |
| 2022      | Donde hubo fuego            | Olivia Serrano                                  |

### Programes
| Any  | Programa                | Personatge                 |
| ---- | ----------------------- | -------------------------- |
| 2011 | Como dice el dicho      | Sandra                     |
| 2013 | Gossip Girl Acapulco    | Francesca Ruíz de Hinojosa |
| 2013 | Cásate conmigo, mi amor | Bea                        |
| 2013 | Nueva vida              | Pilar                      |
| 2021 | The Good Doctor         | Ana Morales                |

### Cinema
| Any  | Pel·lícula                | Personatge   |
| ---- | ------------------------- | ------------ |
| 2012 | Viaje de generación       | Ella mateixa |
| 2016 | Cuando los hijos regresan | Violeta      |
| 2016 | El que busca encuentra    | Angélica     |
| 2020 | Ahí te encargo            | Ceci         |

### Teatre
| Any  | Obra           |
| ---- | -------------- |
| 2012 | Palomita pop   |
| 2013 | Cuatro X       |
| 2016 | La Dalia Negra |

### Videoclips
| Any  | Cançó                     |
| ---- | ------------------------- |
| 2017 | Jesse Baez - Apaga La Luz |

## Premis i nominacions
| Cerimònia de premis | Any  | Treballat nominat           | Categoria                  | Resultat  |
| ------------------- | ---- | --------------------------- | -------------------------- | --------- |
| Premis TVyNovelas   | 2013 | Cachito de cielo            | Millor actriu juvenil      | Nominat   |
| Premis TVyNovelas   | 2013 | Abismo de pasión            | Millor revelació femenina  | Nominat   |
| Premis Bravo        | 2013 | Abismo de pasión            | Millor revelació femenina  | Guanyador |
| Premis TVyNovelas   | 2014 | De que te quiero, te quiero | Millor actriu antagonista  | Nominat   |
| Premis TVyNovelas   | 2015 | El color de la pasión       | Millor actriu protagonista | Nominat   |
| Premis TVyNovelas   | 2016 | La vecina                   | Millor actriu protagonista | Nominat   |